# Kirche Hl. Großmärtyrer Dimitri (Subotica)

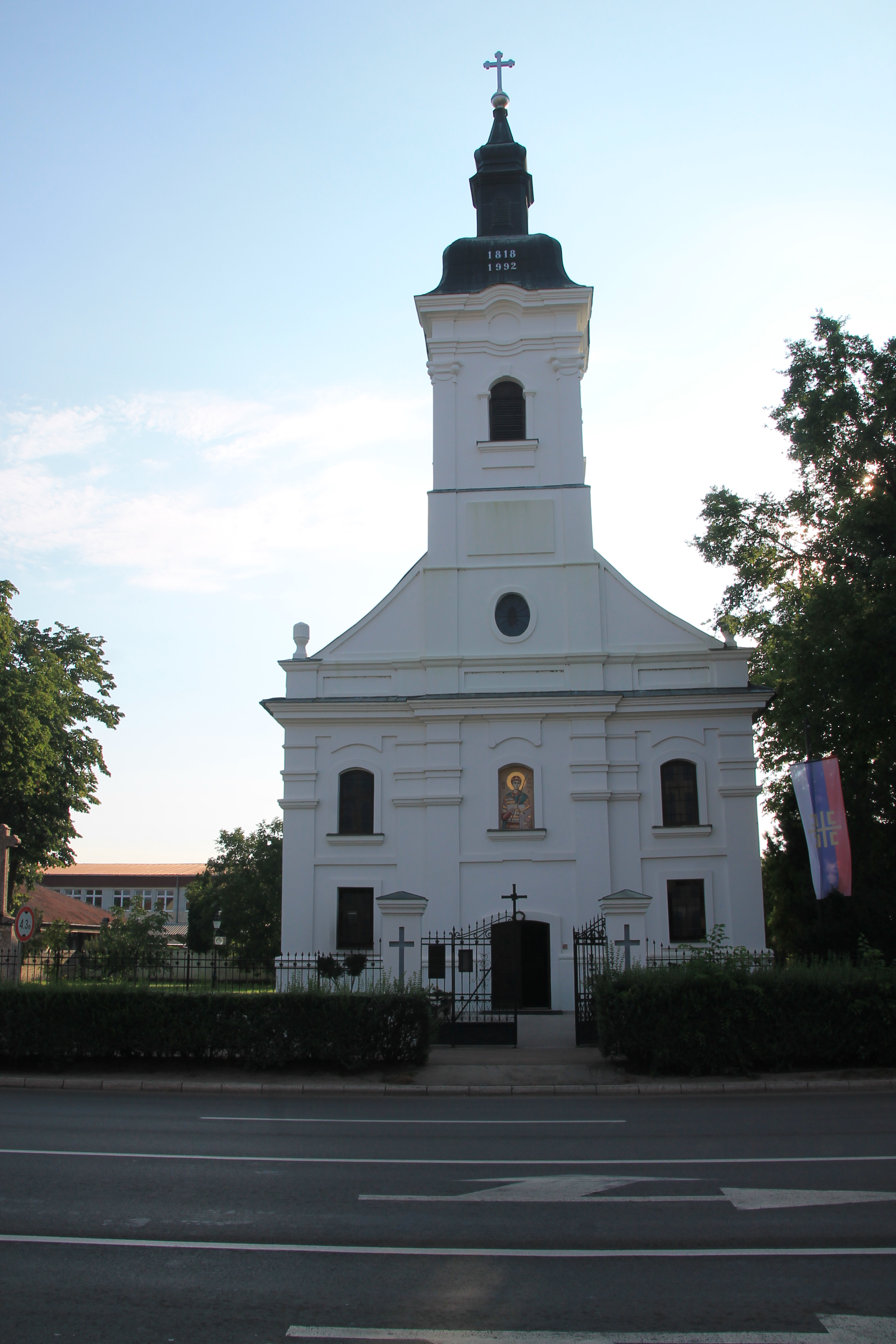
Frontalansicht der Kirche Hl. Großmärtyrer Dimitri in Aleksandrovo

Die Kirche Hl. Großmärtyrer Dimitri (serbisch: Црква светог великомученика Димитрија, Crkva svetog velikomučenika Dimitrija) in Aleksandrovo (einem Stadtteil der Großstadt Subotica), ist eine Serbisch-orthodoxe Kirche in der autonomen Provinz Vojvodina in Nordserbien. Sie ist ein staatlich anerkanntes und geschütztes Kulturdenkmal der Republik Serbien.
Die von 1815 bis 1818 erbaute Kirche ist dem Hl. Großmärtyrer Dimitri geweiht und ist die Pfarrkirche der gleichnamigen Pfarrei und Kirchengemeinde Aleksandrovo im Dekanat Subotica der Eparchie Bačka der serbisch-orthodoxen Kirche.
Die Ikonen und die Ikonostase der Kirche in Aleksandrovo gehören zu den höchsten Meisterleistungen des serbischen Barock.

## Lage
Die Kirche steht im Zentrum des Stadtteils Aleksandrovo, dem südlichsten Stadtteil von Subotica, an der Kreuzung der zwei Straßen Beogradski put und der Ulica Aksentija Marodića.
Im umzäunten Kirchhof stehen neben der Kirche: ein Wegekreuz, das Pfarrhaus (erbaut 2000), das Versammlungshaus Dom Svetog Save (erbaut 1920), das Gebäude der ehemaligen serbischen Lesestube, früher befanden sich auch jeweils eine Wohnung für den Lehrer und den Kirchsänger im Kirchhof. Im Kirchhof stehen zudem fünf Gräber bedeutender Persönlichkeiten aus der Anfangszeit von Aleksandrovo. Zur Pfarrei gehört auch die kleine Friedhofskapelle Hl. Großmärtyrerin Marina auf dem örtlichen Friedhof.
Heute steht unweit der Kirche auch die Grundschule OŠ Svetog Save, benannt nach dem serbischen Nationalheiligen Hl. Sava von Serbien.

## Geschichte

### Vorgeschichte

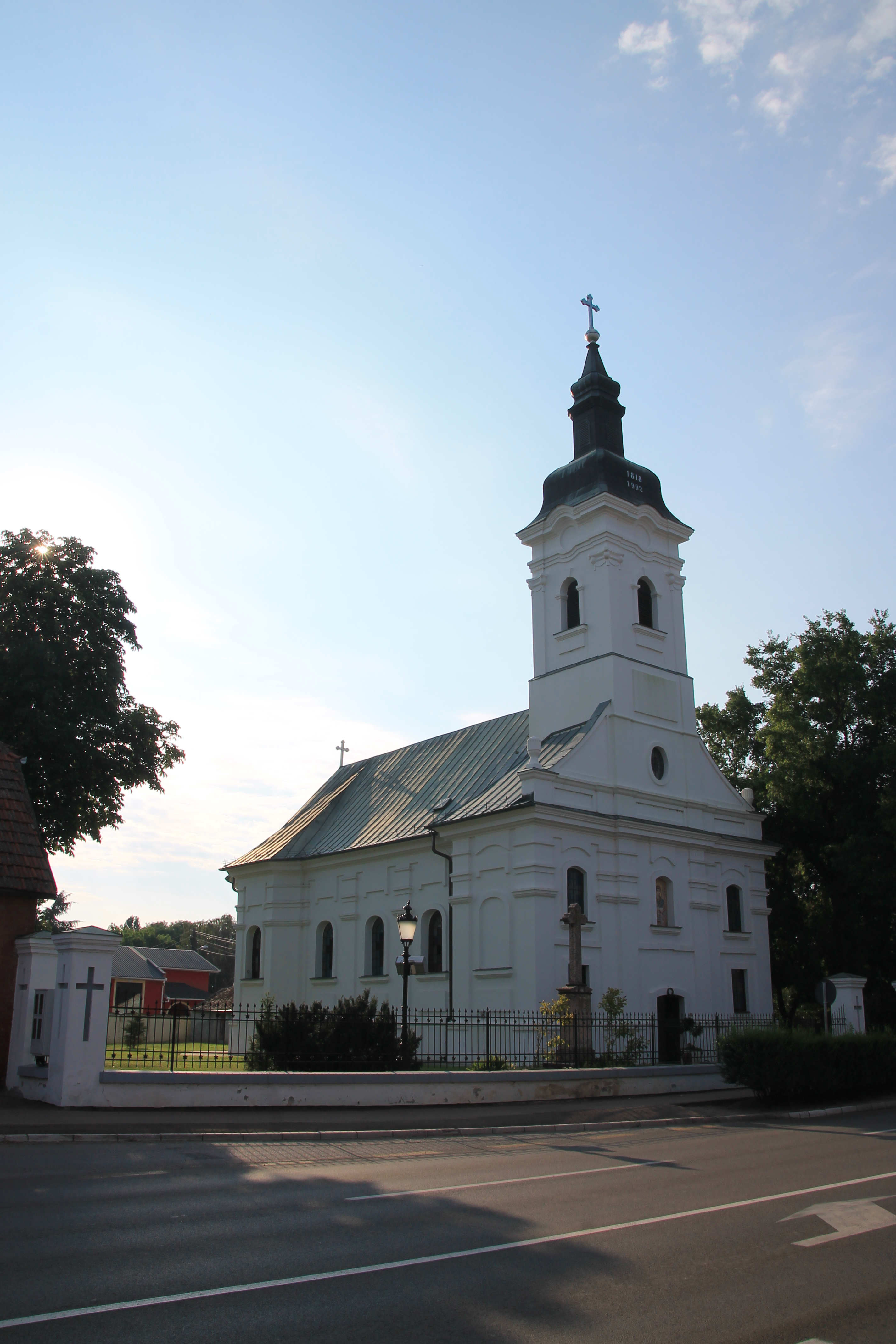
Die Kirche Hl. Dimitri

Die erste schriftliche Erwähnung von Aleksandrovo (damals auch nach der ung. Variante des Namens Alexander, Sándor, genannt), stammt aus dem Jahr 1779, als die heutige Stadt Subotica, damals unter dem Namen Maria-Theresiopel, den Status einer freien Reichsstadt innerhalb Österreich-Ungarns erhalten hatte, gezwungen war, neben den zuvor kolonisierten Landschaften Čantavir und Bajmok ein drittes Dorf in unmittelbarer Nähe zu kolonisieren.
Am 5. Januar 1787 bat die serbisch-orthodoxe Kirchengemeinde zu Subotica den Magistrat der Stadt, dass etwa 80 serbische Familien, aus Subotica nach Aleksandrovo ziehen dürften, wo die Kolonialisierung bereits begonnen hatte, da sie durch die Erklärung von Subotica als freie königliche Stadt in die Position von Bürgern zweiter Klasse gerückt wurden, ohne das Recht, die Staatsbürgerschaft zu erhalten und Immobilien in der Stadt zu veräußern. Im Februar 1804 wurde das Dorf Sándor, wie Aleksandrovo bis 1918 genannt wurde, offiziell gegründet. Im Jahre 1904 wurde das bis dahin selbstständige Dorf in die Stadt Subotica eingemeindet.

### Geschichte der Kirche
Bereits 1811 wurde ein Fonds für den Bau einer orthodoxen Kirche im Dorf gegründet. Bis 1815 hatte der Fonds so viel Geld gesammelt, dass mit der Beschaffung von Baumaterial begonnen wurde. Im gleichen Jahr wurde mit dem Kirchenbau nach einer Notiz, von M. Kosovac, begonnen, der 1818 soweit fertiggestellt war, dass in der Kirche Gottesdienste abgehalten werden konnten. Eingeweiht wurde die Kirche 1820 zu Zeit des Bischofs Gedeon Petrović der Eparchie Bačka.
Erster Pfarrpriester war der 1835 verstorbene Priester Ilija Dimitrijević. Er gilt als Erbauer der Kirche und wurde im Kirchhof beerdigt. Auf ihn folgten bis heute acht ständige Pfarrpriester. Die Kirche verfügt über bedeutende kirchliche und liturgische Bücher, wie ein 1716 in Moskau im Zarentum Russland erstandenes Evangeliumsbuch.
An der Westseite, etwas links vom Kircheneingang, wurde 1852 ein Steinkreuz errichtet, dieses wurde von Prokopije Ršić und Kiril Aradski gestiftet. Wann das Innere der Kirche mit Fresken bemalt wurde und wer die ursprüngliche Ikonostase der Kirche erstellte bzw. die Ikonen malte, ist heute nicht mehr bekannt.
Die bedeutendste Sehenswürdigkeit der Kirche, ist die Ikonostase, die während der großen Renovierung der Christi-Himmelfahrts-Kirche im Stadtzentrum, durch die Entscheidung des Kirchenvorstandes im Jahre 1909, der Kirche in Aleksandrovo geschenkt wurde. Die ursprüngliche Ikonostase der Kirche wurde einer nicht näher genannten serbisch-orthodoxen Kirchengemeinde, entweder im heutigen Ungarn oder Rumänien geschenkt.
1910 wurde diese Ikonostase in der kleineren Kirche aufgestellt, um in den kleineren Raum zu passen mussten an der Ikonostase Veränderungen vorgenommen werden. Die zwei Ikonen der Hochaposteln Hl. Peter und Hl. Paul werden heute in der Galerie Matica Srpska in der Hauptstadt der Vojvodina Novi Sad aufbewahrt.
Im Ersten Weltkrieg wurden drei Kirchglocken, mit Ausnahme der kleinsten, für Kriegszwecke von den Österreichern entwendet. 1920 bekam die Kirche drei neue Kirchglocken im damaligen Königreich Jugoslawien. Auf einer der Glocken wurden der Hl. Großmärtyrer Dimitri und der Hl. Johannes der Täufer, auf einer zweiten der damalige Prinzregent Aleksandar und auf der dritten der Prinz Pavle verewigt.
Nach dem Zweiten Weltkrieg bot der damalige Pfarrpriester der Kirche mit dem Segen des damaligen Bischofs der Eparchie Irinej Ćirić, Staniša Mihajlović, überlebenden Frauen und Kindern aus dem Lager Sárvár in Ungarn, einen Zufluchtsort.
Die Restaurierungsarbeiten wurden 1953, 1963, 1966, 1969–70 und von 1992 bis 1997 durchgeführt. Während der letzten Restaurierung bekam die Kirche unter anderem ein Kupferdach.

### Ikonostase

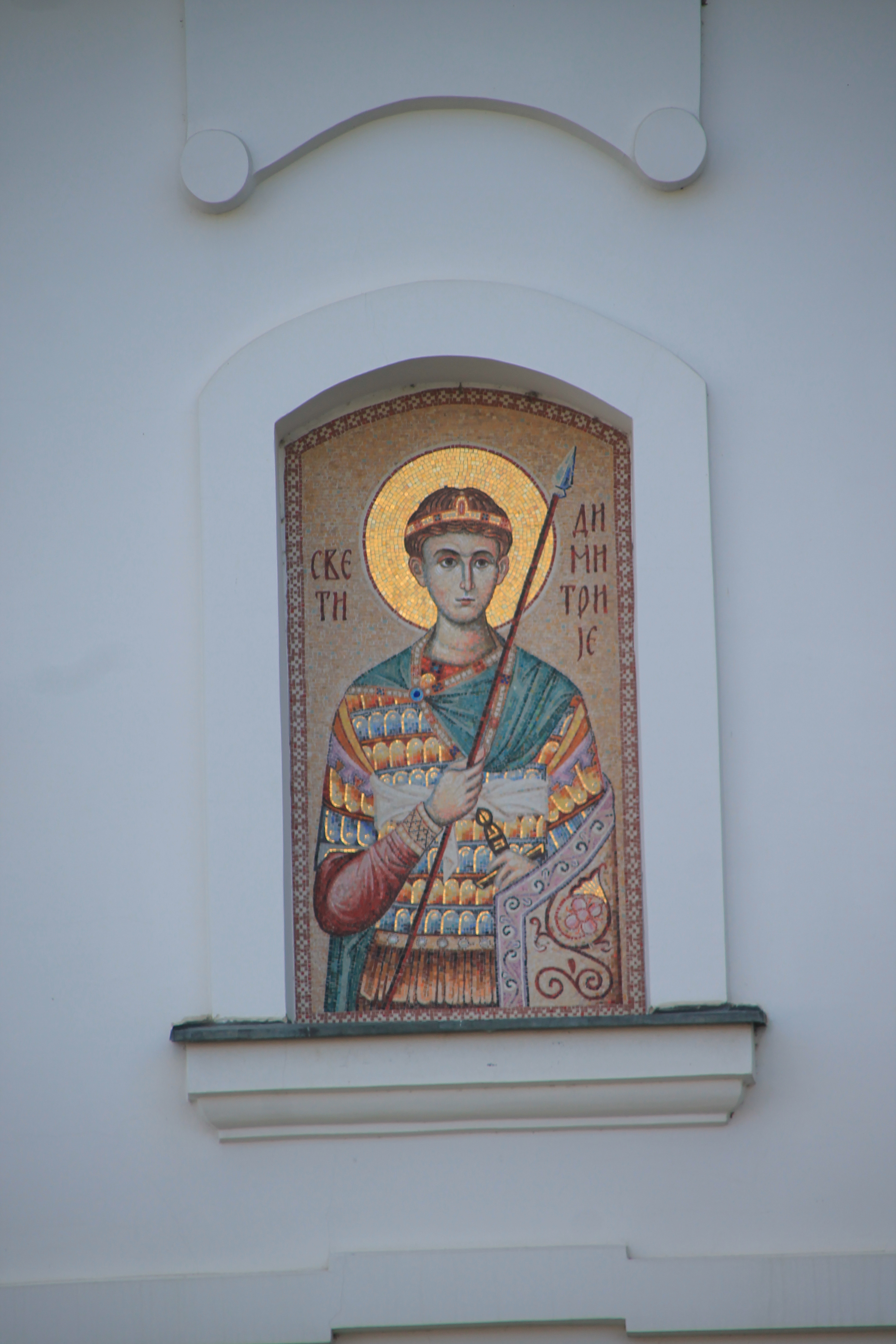
Das Patronatsmosaik des Hl. Dimitri

In den 1950er Jahren wurde die Kirche als Kulturdenkmal im damaligen sozialistischen Jugoslawien unter den Schutz des Staates gestellt. 1953 wurde die 1766 entstandene Ikonostase vom bekannten Konservatormaler des Provinzinstituts für den Schutz von Kulturdenkmälern aus Novi Sad, Dušan Nonin, erstmals gereinigt. Dabei fiel die künstlerische Einzigartigkeit der Ikonostase auf. Insbesondere nach der Veröffentlichung der Arbeit von Nonin, mit dem Titel „Reinigung der Ikonostase in Aleksandrovo bei Subotica“, entstand eine bis heute geführte Diskussion unter Kunsthistorikern über den Autor dieser besonderen Ikonostase.
Das Malen der Ikonen der Ikonostase wird einem der größten serbischen Meister der Barockmalkunst Jovan Popović zugeschrieben, der bei der Bemalung und Erstellung der Ikonostase der Serbisch-orthodoxen Kirche Hl. Nikolaus im ungarischen Szeged ähnliche Farben, Töne und eine ausgeprägte Bildhaftigkeit verwendete.
Aber auch andere große serbische Künstler der damaligen Zeit, wie Teodor Ilić Češljar und Dimitrije Bačević werden mit der Entstehung der Ikonostase und Ikonen in Verbindung gebracht.
Die Ikonen wurden in Öltechnik auf einem Holzgrund gemalt, mit Ausnahme von vier Ikonen am Ikonostasensockel, die auf Leinwand gemalt wurden. Der Holzschnitt ist im Barockstil mit Rokokoelementen gefertigt. Er wurde nach dem etablierten Muster mit häufigen Wiederholungen von Motiven hergestellt, und der vergoldete Holzschnitt verbindet alle Symbole zu einem Ganzen und verleiht ihm eine gewisse Widerstandsfähigkeit.
Die Haupttür der Ikonostase, die carske dveri, haben die meist verziertesten Schnitzerein, während die Seitentüren mit einer oberen halbkreisförmigen Oberfläche keine Schnitzereien aufweisen.
Die Ikonen auf den Gottesmutter- und Bischofsthron sind neueren Datums und wurden 1923 von Stefan Stefanović aus Sremski Karlovci gemalt. Sie sind Kopien von bekannten Werken, des sehr berühmten Malers Uroš Predić. Auf dem Bischofsthron befindet sich eine Ikone des Hl. Sava von Serbien.

## Architektur
Entsprechend ihrem architektonischen Erscheinungsbild folgt die Gestaltung der Kirche in Aleksandrovo dem bis zu den 1830er und 1840er Jahren vorherrschenden Baustil der Serbisch-orthodoxen Kirche in der Vojvodina. Erbaut wurde sie im barock-klassizistischen Stil mit einfacher und reduzierter Dekoration, die eindeutig auf die klassizistische Manier hinweist.
Sie ist ein einschiffiges Kirchengebäude mit einem halbkreisförmigen Gewölbe, einer halbkreisförmigen Altar-Apsis und kleinen Seitenchören, die von außen rechteckig und innen halbkreisförmig sind. Über der Westfassade thront ein massiver Glockenturm mit einer Galerie, flankiert von einem Tympanon.
Das Hauptportal wird durch Pilaster akzentuiert, die es umrahmen. Über dem Eingang befindet sich eine Nische, mit einem Patronatsmosaik des Hl. Dimitri. Die vertikale Aufteilung der Längswände der Fassade wird durch flache Pilaster erreicht, zwischen denen halbkreisförmige Fensteröffnungen angeordnet sind.